# Zamba alegre
La zamba alegre es una danza folklórica de la Argentina derivada de la zamba. Se carece de antecedentes sobre ella. La danza se ha extendido a toda la región central del país. Se baila por parejas sueltas, y tiene la particularidad que combina dos ritmos musicales: la zamba, de ritmo lento y elegante, y el gato, mucho más vivaz y desenfadado. Es muy conocida la zamba alegre recopilada por Andrés Chazarreta.